# Nascondino
Nascondino è un gioco tradizionale. Lo si gioca in gruppi, all'aperto o al chiuso. A volte si usa anche il termine nasconderella. Un altro sinonimo molto meno conosciuto è rimpiattino, che deriva dal verbo rimpiattare, sinonimo del verbo nascondere.

## Storia
Le origini del gioco si perdono nel remoto passato. Il retore Polluce, intorno al II secolo, narra di un gioco all'aperto diffuso in Magna Grecia chiamato apodidraskinda, dal greco dialettale apodrason-skaso-kripdo = fuggire scappare nascondersi. Nelle regioni europee settentrionali lo si usava come rituale nei boschi per la ricerca dei segni naturali dell'inizio della primavera. Il gioco attuale è comunque un'eredità del XVII secolo, quando veniva praticato dalla nobiltà come una forma di socializzazione e di corteggiamento tra giovani aristocratici; il gioco si affermò inizialmente in Italia, Francia e Spagna, quindi in tutta Europa.

## Descrizione
Dev'essere giocato in un luogo ampio e ricco di potenziali nascondigli (non necessariamente all'aperto, preferibilmente dove non vi siano oggetti fragili o delicati, dove non ci si possa fare male e dove si possa correre senza ostacoli); il luogo di partenza del gioco è detto "tana". Dalla "tana" prestabilita, un giocatore scelto con una rituale "conta”, senza vedere (chiudendo gli occhi, preferibilmente con le palme delle mani e/o tenendo il viso contro un muro, tanto è vero che si definisce "accecato"), conta fino ad arrivare ad un numero deciso precedentemente, in modo da dare tempo agli altri giocatori di allontanarsi e trovare un nascondiglio. Si deve contare fino ad un numero concordato in precedenza da tutti, di solito corrispondente al numero dei giocatori da trovare moltiplicato per 10. Finito di contare, chi ha contato apre gli occhi gridando "Via!" o l'ultimo numero e comincia a cercare gli altri giocatori. Colui che ha contato deve cercare i giocatori almeno spostandosi dalla tana per un totale di 10 metri o stando davanti alla tana aspettando gli altri giocatori, ogni volta che trova o vede un giocatore nascosto deve correre fino alla "tana" e toccarla esclamando ad alta voce "tana per" (o "trovato") ed eventualmente il nome di chi ha trovato, precisando bene il luogo (es. dietro l'albero, dietro il divano, sotto il tavolo...); in questo modo "elimina" quel giocatore, che rimarrà "prigioniero" alla "tana",  senza impedire al "cercatore" di "tanare" gli altri, se uno si liberasse mentre il giocatore è trattenuto è da considerarsi preso. Il primo ad essere trovato dovrà accecarsi e contare nel turno successivo. Il cercatore di turno continua la sua ricerca degli altri concorrenti nascosti; se però un giocatore raggiunge la tana prima di essere visto e quindi trovato da chi ha contato, la tocca, dichiara ad alta voce "tana" (o "salvi me") ed è "libero". Il giocatore cercatore di turno dovrà quindi cercare gli avversari ma anche stare attento a presidiare la "tana", cercando di non allontanarsi troppo da essa, per evitare che qualcuno ”faccia tana”. Se l'ultimo giocatore nascosto riesce a raggiungere e a toccare la "tana", potrà esclamare "tana libera-tutti"! o semplicemente "liberi tutti" (o "salvi tutti"), liberando così tutti i giocatori già catturati, e il giocatore che era alla ricerca in quel turno di gioco sarà obbligato ad accecarsi di nuovo, a contare e a cercare anche nel turno successivo. Se il contatore non si sposta o si sposta meno del raggio di 10 metri, avviene il "buconero" e il contatore deve ricontare.

## Varianti

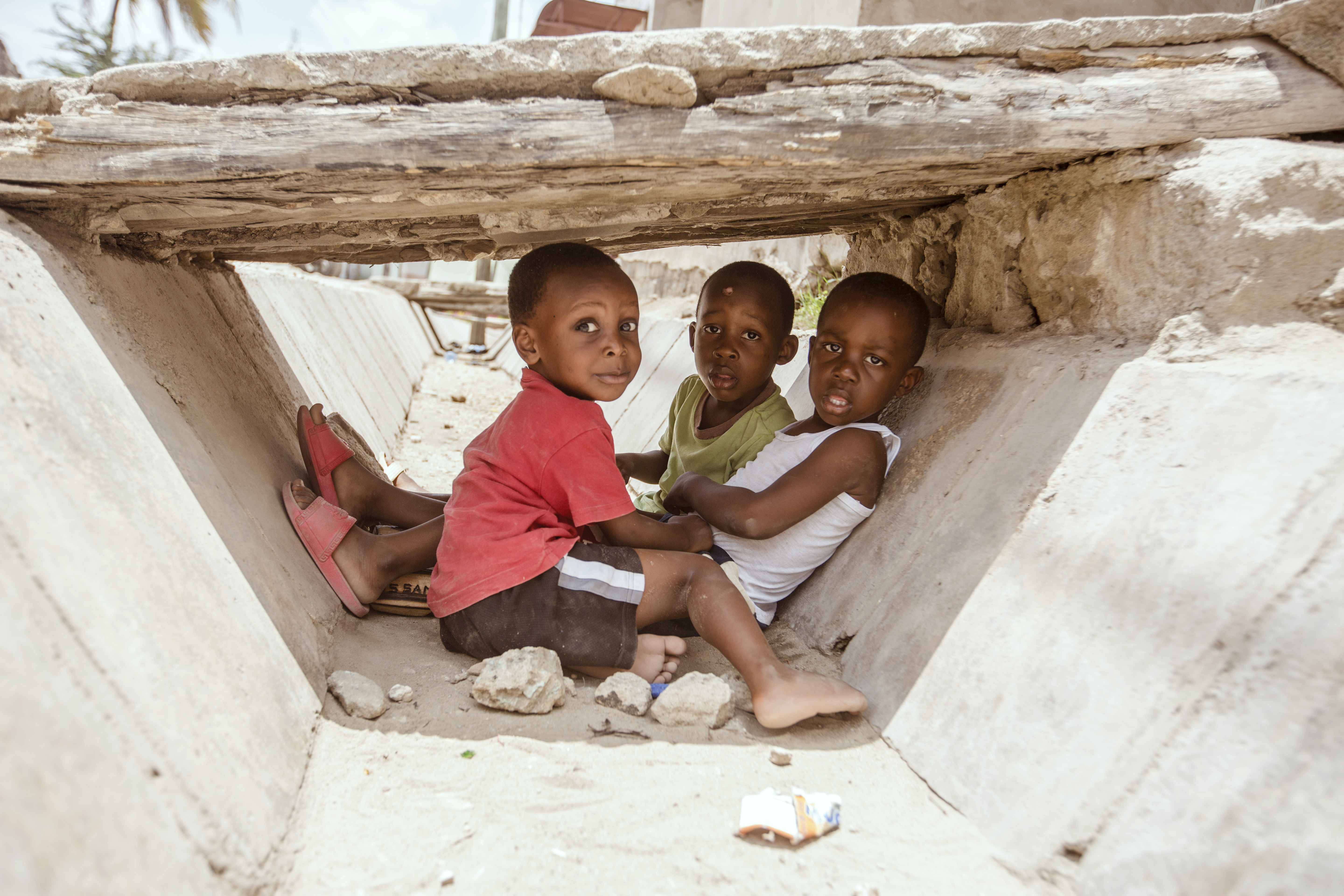
Kombolela, nascondino in Tanzania.

- Nel cosiddetto rimpiattino il giocatore prescelto come cercatore, dopo aver contato, dovrà anche raggiungere e toccare gli avversari per catturarli (chi è stato visto fuggirà verso la tana per tentare di toccarla e liberarsi prima di venire toccato, quindi il cercatore lo dovrà rincorrere). Il termine deriverebbe dal fatto che il giocatore perdente in un turno "rimpiazza" il cercatore nel turno successivo. Viene anche chiamato, per la sua caratteristica, nascondino-prendi, in contrapposizione al nascondino(-vedi), quello tradizionale.
- Come la maggior parte dei giochi da bambini tradizionali, nascondino è noto in molti paesi e secondo una grande quantità di varianti. In alcune regioni italiane, una variante principale di nascondino è sardina, anche chiamato sardina puzzolente, nascondino al contrario o nascondùno, così chiamato perché, al termine del turno, i giocatori saranno tutti nascosti in un unico luogo, stretti appunto come sardine, oppure perché, passando molto tempo, l'ultimo giocatore perdente diventerà la cosiddetta "sardina lezza". Infatti, all'inizio, tutti i giocatori contano, invece di nascondersi, mentre solo uno si nasconde. Terminata la conta, ogni giocatore (non in gruppo, ma sparpagliati) inizia la ricerca del giocatore iniziale nascosto. Una volta individuato, il giocatore deve nascondersi insieme a quest'ultimo, senza farsi scoprire dal resto del gruppo. L'ultimo che avrà scovato il nascondiglio perderà la partita e dovrà nascondersi al turno successivo.